# Grevillea hilliana
Grevillea hilliana (yiel yiel blanco o roble blanco sedoso), es un  árbol el cual es endémico de Nueva Gales del Sur y Queensland en Australia. Otros nombres comunes incluyen Roble gris, Roble sedoso, Yiel Yiel, etc. 

## Descripción
La especie crece entre 8 y 30 metros de altura. Flores blancas a verde-pálidas se producen principalmente desde mayo a octubre (finales de otoño a mediados de primavera) en su rango nativo.

## Taxonomía
El espécimen tipo fue obtenido " en los bosques de Pine River en Moreton Bay". La especie fue formalmente descrita en 1857 por el botánico Ferdinand von Mueller. 
Grevillea hilliana fue descrita por Ferdinand von Mueller y publicado en Transactions and Proceedings of the Philosophical Institute of Victoria 2: 72–73. 1858.
Etimología
Grevillea, el nombre del género fue nombrado en honor de Charles Francis Greville, cofundador de la Royal Horticultural Society.
hilliana: epíteto